# 2019년 8월 죽음
다음은 2019년 8월에 사망한 저명한 인물 목록이다.
- 8월 1일
  - 미국의 프로레슬링선수 할리 레이스
  - 일본의 황족 오규 기요코
- 8월 3일 - 대한민국의 기업인 이민화
- 8월 4일 - 캄보디아의 정치인 누온 찌어
- 8월 5일
  - 미국의 소설가 토니 모리슨
  - 홍콩의 영화배우 샤핑
- 8월 6일 - 인도의 정치인 수시마 스와라지
- 8월 7일 - 미국의 생물학자 캐리 멀리스
- 8월 9일 - 코트디부아르의 축구선수 아부바카르 디오망데
- 8월 10일 - 이탈리아의 디자이너 피에로 토시
- 8월 11일
  - 대한민국의 바둑기사 이봉근
  - 대한민국의 기업인 변탁
  - 온두라스의 축구선수 왈테르 마르티네스
- 8월 15일 - 대한민국의 군인 이병문
- 8월 16일 - 미국의 영화배우 피터 폰다
- 8월 19일 - 오스트레일리아의 인권운동가 얀 루프 오헤른
- 8월 21일 - 대한민국의 기자 이용마
- 8월 23일 - 대한민국의 제41대 교육부 장관 송자
- 8월 27일 - 감비아의 정치인 다우다 자와라
- 8월 30일
  - 대한민국의 소설가 박태순
  - 미국의 영화배우 밸러리 하퍼
- 8월 31일 - 미국의 사회학자 이매뉴얼 월러스틴